# Großer Krempling
Der Große oder Kräftige Krempling (Paxillus validus) ist eine Pilzart aus der Familie der Kremplingsverwandten (Paxillaceae). Es handelt sich um einen großen Pilz mit braunem Hut, kurzem Stiel und gelbbraunen Lamellen, der unter Laubbäumen wächst. Die Art ist noch wenig bekannt und wurde lange nicht vom Kahlen Krempling unterschieden.

## Merkmale
Die Art hat einen 7–20(25) cm breiten, manchmal unregelmäßigen, bis zu 2 cm dicken Hut. Er ist oval, trichterig (wobei der Trichter dezentral sein kann) und bis 4 cm tief. Die Oberfläche ist weich, feinsamtig, unregelmäßig, im Randbereich schwach filzig-faserig, feucht schmierig-klebrig. Sie färbt braun ab. Der Hut ist oft rissig-felderig aufgesprungen, besonders im Randbereich. Er ist in verschiedenen Brauntönen schattiert, gelb-, rot- und graubraun, bei alten Exemplaren in der Mitte schwarzbraun. Der Hutrand kann im Alter schwach gerieft sein. Die Huthaut ist dick und teilweise abziehbar. Der Hutrand ist eingerollt, später überstehend.
Der robuste und dicke Stiel ist 0,3(!)–5 cm lang, 1–3 cm dick und an der Basis kaum verjüngt. Er hat eine braune Farbe und ist oft mit roten, wässrigen Tröpfchen besetzt, die eingetrocknet als dunkle Punktierung zurückbleiben.
Die Lamellen sind gelbbraun. Sie stehen gedrängt, 10–18 Lamellen pro Zentimeter, und sind mit verschieden langen Lamelletten durchmischt. Am Grund sind sie flach queraderig verbunden. Sie sind am Stiel angewachsen und laufen an diesem herab. Auf Druck verfärben sich die Lamellen braun.
Das feste Fleisch ist hellgelb und verströmt einen angenehm pilzartigen Geruch. Der Große Krempling bildet bis 2 Millimeter große, unregelmäßig geformte Sklerotien aus. Das Sporenpulver ist ockerlich rostbraun mit leichtem Olivton.
Mikroskopisch zeichnet sich der Große Krempling durch die mit bis zu 2,5 µm großen Kristallen besetzten Rhizomorphenwände aus. Die Sporen sind 7–11 mal 5–7 µm groß.

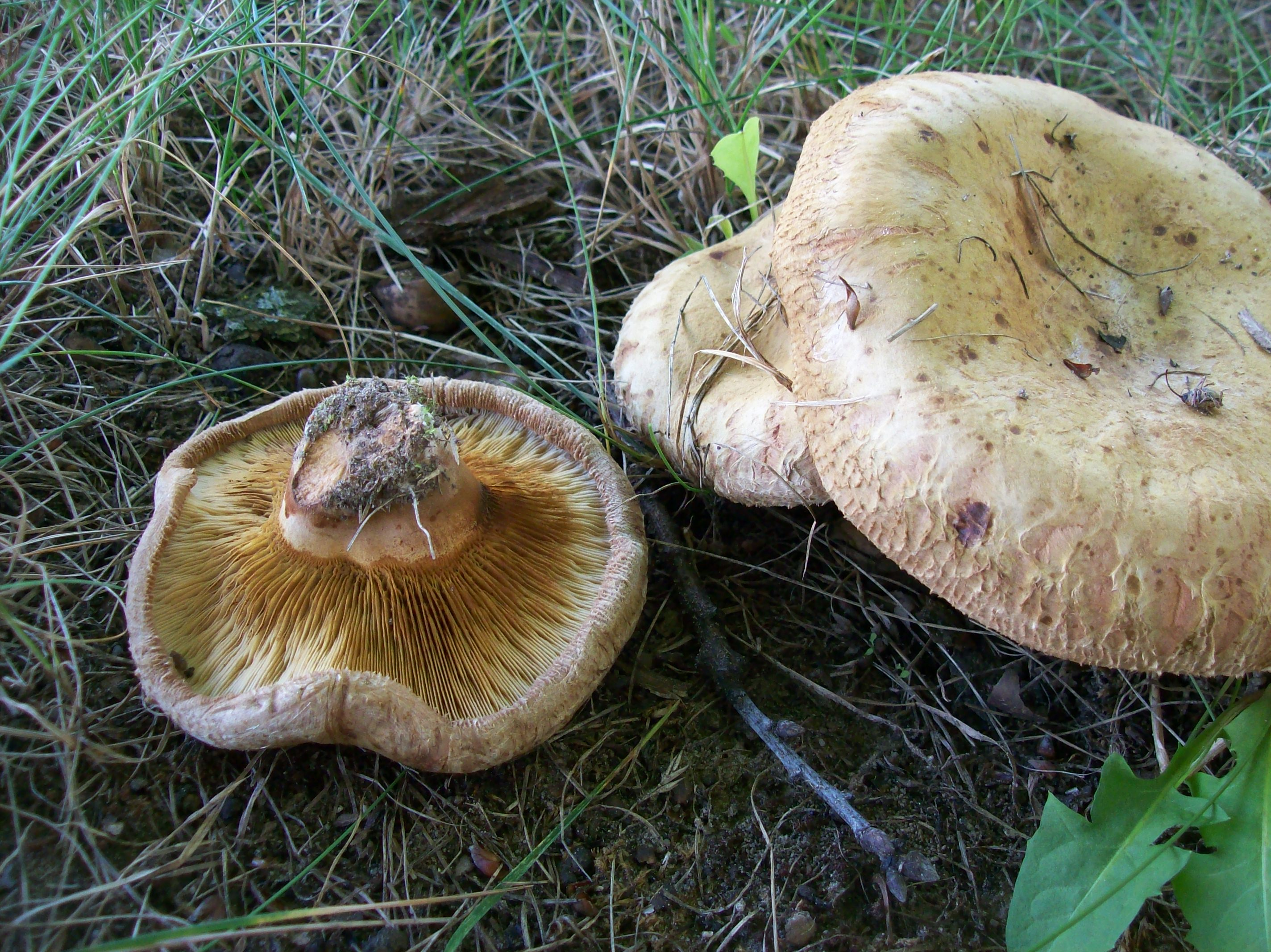
Junge Fruchtkörper des Großen Kremplings

## Ökologie
Der Große Krempling ist ein Mykorrhizapilz, der mit verschiedenen Laubbäumen wie Linden, Hainbuchen oder Pappeln eine Symbiose eingehen kann. Er kommt in Parkanlagen an grasigen Stellen vor, auf lehmigen, humosen, neutralen Böden, meist außerhalb des Waldes.
Über die Verbreitung und Häufigkeit der Art ist bisher wenig bekannt, vermutlich ist sie bereits oft als Kahler Krempling fehlbestimmt worden.

## Bedeutung
Der Speisewert oder die Giftigkeit der Art ist noch unbekannt. Da er nahe mit dem Kahlen Krempling verwandt ist, ist auch der Große Krempling giftverdächtig. Der Kahle Krempling kann das lebensgefährliche Paxillus-Syndrom auslösen und ist roh stark giftig.

## Artabgrenzung
Sehr ähnlich ist der Dunkelsporige Krempling (Paxillus obscurisporus). Er wächst unter Nadelbäumen und ist seltener als P. validus. Makroskopisch ist er weniger stark eingerollt, die Lamellen sind mehr rötlich-, bis goldbraun. Der Stiel ist basal verjüngt (Stielbasis dünner als restlicher Stiel). Das wichtigste makroskopische Unterscheidungsmerkmal ist das weinrötliche Sporenpulver. Mikroskopisch unterscheidet sich die Art durch kleinere Kristalle an den Rhizomorphenwänden (0,5 µm).
Bei dem Kahlen Krempling (P. involutus) und dem Erlen-Krempling (P. rubicundulus s. l.) wird der Hut selten mehr als 15 Zentimeter groß. Der Stiel ist bei beiden Arten nicht kurz und dick, sondern fast so lang wie der Hut breit ist. Die beiden Arten haben außerdem andere ökologische Ansprüche. Sie kommen eher in Wäldern vor.
Der Kupferfarbene Krempling (P. cuprinus) kommt an ähnlichen Standorten vor wie der Große Krempling, ist aber ebenfalls deutlich kleiner und hat einen dünneren und im Verhältnis längeren Stiel. Mikroskopisch unterscheidet er sich anhand der durch einen eingeschnürten Scheitel angedeutet mandelförmigen Sporen.
Der Samtfuß-Holzkrempling (Tapinella atrotomentosa) hat einen deutlich schwarzsamtigen Stiel.
Ähnliche Arten aus der Gattung der Milchlinge (Lactarius) wie der Olivbraune Milchling (Lactarius turpis) sondern bei Verletzung eine milchige Flüssigkeit aus.
Der Riesen-Krempentrichterling (Aspropaxillus giganteus) ist deutlich heller (weißlich) gefärbt.

## Systematik
Nahe verwandt ist die südeuropäische Art Paxillus ammoniavirescens. Sie unterscheidet sich genetisch nicht vom Großen Krempling und hat ebenfalls große Kristalle an den Rhizomorphenwänden. Paxillus ammoniavirescens ist aber deutlich kleiner und sein Fleisch verfärbt sich im Gegensatz zum Großen Krempling mit Ammoniak grün. Die Art wird bisweilen als synonym zu Paxillus validus betrachtet. Möglicherweise handelt es sich um zwei Varietäten einer Art. Als der ältere Name hätte in diesem Fall Paxillus ammoniavirescens Vorrang.